# Top Rap Albums
La Top Rap Albums è una classifica musicale statunitense pubblicata da Billboard che classifica gli album di genere rap in base alle vendite verificate da Luminate Data.

## Storia
La Top Rap Albums ha pubblicato la sua prima classifica settimanale il 13 novembre 2004 e il primo album numero uno è stato Unfinished Business di Jay-Z e R. Kelly .

## Primati

### Gli album con il maggior numero di settimane allanumero uno
- 19 settimane - Recovery di Eminem
- 16 settimane - Take Care di Drake
- 14 settimane - The Marshall Mathers LP 2 di Eminem
- 13 settimane - Paper Trail di T.I.
- 13 settimane - The Heist di Macklemore & Ryan Lewis
- 13 settimane - Hamilton
- 11 settimane - Damn. di Kendrick Lamar
- 10 settimane - The Blueprint 3 di Jay-Z

### Artisti con il maggior numero di album allanumero uno
| N° di album | Artista   | Fonte |
| ----------- | --------- | ----- |
| 9           | Lil Wayne | [ 3 ] |
| 8           | The Game  | [ 4 ] |
| 8           | Drake     | [ 4 ] |
| 7           | Eminem    | [ 5 ] |
| 7           | Jay-Z     | [ 6 ] |